# Pistillina
Pistillina är ett släkte av svampar. Pistillina ingår i familjen trådklubbor, ordningen Agaricales, klassen Agaricomycetes, divisionen basidiesvampar och riket svampar.
|            | Pistillaria                            |
|            |                                        |
|            | Typhula                                |
|            |                                        |
| Pistillina | \| \| Pistillina brunneola \| \| \| \| |
|            | \| \| Pistillina brunneola \| \| \| \| |
|            | Macrotyphula                           |
|            |                                        |
|            | Lutypha                                |
|            |                                        |
|            | Pistillina brunneola                   |
|            |                                        |

|  | Pistillina brunneola |
|  |                      |